# Kanton Gerbéviller
Kanton Gerbéviller (fr. Canton de Gerbéviller) byl francouzský kanton v departementu Meurthe-et-Moselle v regionu Lotrinsko. Tvořilo ho 19 obcí. Zrušen byl po reformě kantonů 2014.

## Obce kantonu
- Essey-la-Côte
- Fraimbois
- Franconville
- Gerbéviller
- Giriviller
- Haudonville
- Lamath
- Magnières
- Mattexey
- Mont-sur-Meurthe
- Moriviller
- Moyen
- Rehainviller
- Remenoville
- Seranville
- Vallois
- Vathiménil
- Vennezey
- Xermaménil